# Taylor Phinney
Taylor Phinney (født 27. juni 1990 i Boulder, Colorado) er en amerikansk landevejscykelrytter, som kører for EF Education-EasyPost.
Han vandt 1. etape i Giro d'Italia 2012, som var en prolog i Herning.
Han kom på en 2. plads ved VM i enkeltstart 2012.